# Рулиха (станция)
Рули́ха (каз. Рулиха) — станция в Шемонаихинском районе Восточно-Казахстанской области Казахстана, входит в состав Каменевского сельского округа. Код КАТО — 636845780.

## География
Станция расположена на западе Шемонаихинского района, в 3 километрах к востоку от административного центра сельского округа села Рассыпное, в 13 километрах к югу от районного центра города Шемонаиха. Соседние населённые пункты: Рулиха к востоку, Рассыпное в 3 километрах к западу. Транспортное сообщение осуществляется автомобильной дорогой KF SH-19 «Рассыпное — станция Рулиха — село Рулиха». Высота центра населённого пункта — 361 метров над уровнем моря.

## Население
| Численность населения | Численность населения | Численность населения |
| 1989                  | 1999                  | 2009                  |
| --------------------- | --------------------- | --------------------- |
| 97                    | ↗110                  | ↗114                  |